# Киплагат, Эдна
Эдна Нгерингвони Киплагат (англ. Edna Ngeringwony Kiplagat, род. 15 сентября 1979 года) — кенийская легкоатлетка, которая специализируется в марафоне, чемпионка мира в (2011 и 2013) годах. По версии AIMS признана лучшим марафонцем 2013 года.
Профессиональную карьеру начала в 1996 году, когда заняла 2-е место на чемпионате мира среди юниоров на дистанции 3000 метров. Бронзовый призёр чемпионата мира среди юниоров 1998 года на дистанции 3000 метров. Победительница 10-километрового Ричмондского пробега 2003 года. На чемпионате мира по кроссу 2006 года заняла 13-место. В 2007 году выиграла пробег Lilac Bloomsday Run. На Олимпийских играх 2012 года заняла 20-е место в марафоне.
Чемпионка мира 2013 года в марафоне с результатом 2:25.44. Эдна стала первой женщиной в истории, которая сумела защитить титул чемпионки мира в марафоне.
10 мая 2015 года заняла 3-е место на пробеге Great Manchester Run — 31.57.

## Достижения
- 2010:  Нью-Йоркский марафон — 2:28.20
- 2010:  Лос-Анджелесский марафон — 2:25.38
- 2011:  Нью-Йоркский полумарафон — 1:09.00
- 2011:  Лондонский марафон — 2:20.46
- 2014:  Лондонский марафон — 2:20.21
- 2017:  Бостонский марафон — 2:21:52